# National Museum of the United States Air Force

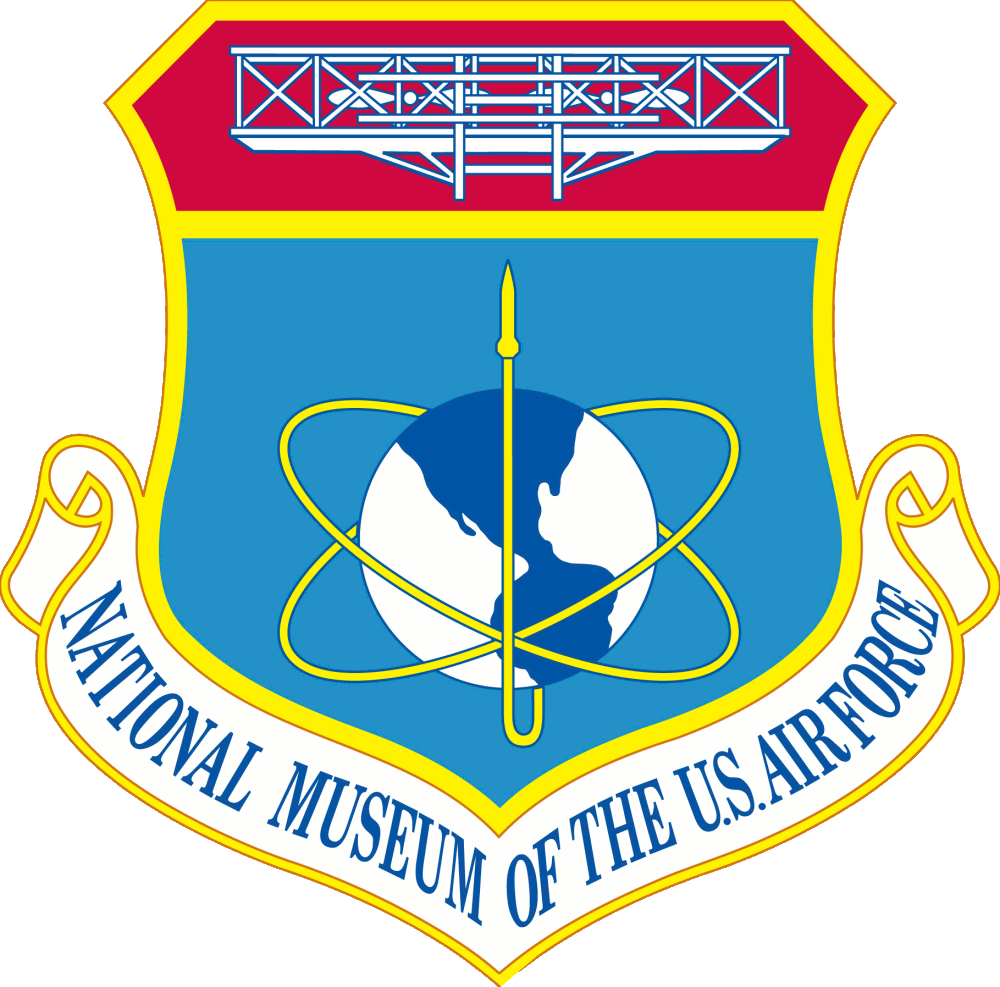
Emblemat muzeum

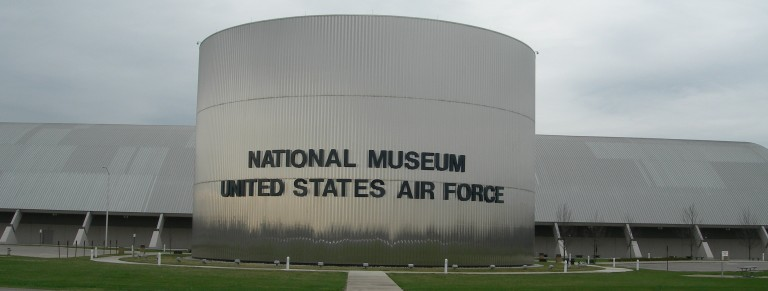
Wejście do muzeum

National Museum of the United States Air Force – Narodowe Muzeum Amerykańskich Sił Powietrznych mieszczące się w bazie sił powietrznych Wright-Patterson Air Force Base w Riverside obok Dayton w stanie Ohio. Największe i najstarsze muzeum sił powietrznych na świecie. Obecnym dyrektorem muzeum jest Charles D. Metcalf, generał sił powietrznych w stanie spoczynku. Muzeum, w którym prezentowanych jest ponad 400 samolotów, śmigłowców i pocisków rakietowych, odwiedzane jest przez ponad milion turystów rocznie.

## Historia
Muzeum zostało założone w 1923 r. na lotnisku McCook (McCook Field) znajdujące się na przedmieściach Dayton. W czterech budynkach na terenie lotniska prezentowano kolekcję wyposażenia lotniczego związanego z okresem I wojny światowej. W 1927 r. lotnisko McCook zostało zamknięte a eksponaty przeniesione na znajdujące się niedaleko lotnisko Wright (Wright Field) gdzie umieszczono je w budynku administracji lotniska. Podczas przeprowadzki zniszczono wiele cennych eksponatów. 30 sierpnia 1931 roku rozkazem ówczesnych sił powietrznych Army Air Corps muzeum uzyskało osobowość prawną jako Army Aeronautical Museum (Muzeum Aeronautyki Wojskowej). Jednym z pierwszych samolotów prezentowanych w Muzeum był Nieuport 27, pokazywana była również duża kolekcja silników lotniczych, przyrządów pokładowych, dokumentacji, zdjęć i modeli. W 1934 roku wybudowano nowy budynek dla celów muzealnych. Cztery lata później muzeum odwiedzało już 30 tys. zwiedzających rocznie. Po wybuchu II wojny światowej muzeum zostało czasowo zamknięte w 1939 roku. Rok później budynki należące do muzeum zostały oddane aż do odwołania do użytku administracji wojskowej, a eksponaty zmagazynowane. W 1944 roku generał Henry H. Arnold podjął decyzję o ponownym otwarciu muzeum, jednak podobnie jak podczas pierwszej przeprowadzki tak i teraz wiele eksponatów uległo poważnym zniszczeniom podczas przechowywania ich w niewłaściwych warunkach.
2 stycznia 1948 roku w budynku który podczas wojny służył jako warsztat silnikowy otwarto Techniczne Muzeum Sił Powietrznych (Air Force Technical Museum), jednak eksponaty tam przechowywane nie były prezentowane publicznie. Stało się to dopiero w 1954 roku. W 1956 roku Air Force Technical Museum zmieniło nazwę na Centralne Muzeum Sił Powietrznych (Air Force Central Museum), a w listopadzie 1957 roku na Air Force Museum. W 1961 roku powołano do życia fundację (Air Force Museum Foundation), na czele której stanął Eugene W. Kettering. Jej zadaniem było zbieranie pieniędzy na budowę nowego budynku, w którym można by pomieścić ciągle rozrastającą się kolekcję: stary budynek muzealny, pamiętający jeszcze czasy wojny, nie spełniał podstawowych wymogów bezpieczeństwa przeciwpożarowego. W 1962 r. zatwierdzono oficjalny emblemat muzeum obowiązujący do dziś. Starania fundacji zakończyły się sukcesem, kiedy to w 1971 r. otwarto nowy budynek muzealny, w inauguracji którego uczestniczył prezydent Richard Nixon. W 1977 r. muzeum zyskało nowe budynki na terenie Wright Field, tzw. hangar nr 9 i hangar nr 1. Znalazły w nich schronienie wystawy Prezydencka (Presidential) i wystawa poświęcona badaniom i rozwojowi (Research and Development). W grudniu 1981 roku muzeum zmieniło nazwę na United States Air Force Museum. W 1988 r. otwarto kolejne budynki, w których znalazły schronienie samoloty prezentowane dotychczas na wolnym powietrzu. W 1990 r. otwarto trójwymiarowe kino IMAX. W styczniu 2004 r. otwarto budynek, w którym znalazła schronienie wystawa poświęcona technice rakietowej. W tym samym roku muzeum kolejny raz zmieniło swoją nazwę i do dziś znane jest jako National Museum of the United States Air Force. Obok przechowywania i prezentowania eksponatów związanych z techniką lotniczą i rakietową zajmuje się ono również zbieraniem dokumentacji, filmów i zdjęć poświęconych historii awiacji.

## Eksponaty

### Pionierskie czasy lotnictwa
- Wright 1909 Military Flyer
- Wright Modified B Flyer
- Curtiss 1911 Model D
- Blériot XI

### I wojna światowa
- SPAD VII
- Curtiss JN-4D Jenny
- Avro 504K
- Thomas-Morse S4C Scout
- Nieuport 28
- Fokker Dr.I
- Sopwith F-1 Camel
- Halberstadt CL IV
- Balon obserwacyjny Caquot Typ R
- SPAD XIII C.1
- Kettering Bug
- Fokker D.VII
- Standard J-1
- Airco DH.4
- Caproni Ca.36
- Packard LePere LUSAC 11
- Eberhart SE-5E

### Okres międzywojenny
- Consolidated PT-1 Trusty
- Martin MB-2
- Szybowiec cel G-3 Target Glider
- Curtiss P-6E Hawk
- Boeing P-12E
- Kellet K-2/K-3 Autogiro
- Boeing P-26A
- Douglas O-38F
- Martin B-10
- Northrop A-17A
- Curtiss O-52
- Ryan YPT-16
- North American BT-14
- North American O-47B
- Fairchild PT-19A Cornell
- Beech UC-43 Traveler
- Noorduyn UC-64A Norseman
- De Havilland DH 89 Dominie
- Beech C-45H Expeditor

### II wojna światowa
- Hawker Hurricane Mk.IIa
- De Havilland DH 82A Tiger Moth
- Curtiss P-36A Hawk
- Seversky P-35
- Douglas B-18 Bolo
- Mitsubishi A6M2 Zero
- Douglas A-24
- Vultee L-1A Vigilant
- Taylorcraft L-2M "Grasshopper"
- Focke-Achgelis Fa 330
- North American B-25B Mitchell
- Bell P-39Q Airacobra
- Curtiss P-40E Warhawk
- Ryan PT-22 Recruit
- Vultee BT-13B Valiant
- Curtiss AT-9 Jeep/Fledgling
- Beech AT-10 Wichita
- Beech AT-11 Kansan
- Bell P-63E Kingcobra
- Radioplane OQ-2A
- Supermarine Spitfire Mk. Vc
- Macchi MC.200 Saetta
- Fieseler Fi-156C-1 Storch
- Bristol Beaufighter
- North American A-36A Apache
- Consolidated B-24D Liberator
- Curtiss C-46D Commando
- Sikorsky R-4B Hoverfly
- Lockheed P-38L Lightning
- De Havilland DH 98 Mosquito
- Supermarine Spitfire PR.XI
- Schweizer TG-3A
- Laister-Kauffmann TG-4A
- Stearman PT-13D
- Martin B-26G Marauder
- Republic P-47D
- Douglas C-47D Skytrain
- Waco CG-4A Hadrian
- Messerschmitt Bf 109G-10
- Junkers Ju 88D
- Focke-Wulf Fw 190D-9
- Messerschmitt Me 163B Komet
- Messerschmitt Me 262A Schwalbe
- JB-2 Loon
- V-2
- Boeing B-17G Flying Fortress
- North American P-51D Mustang
- Cessna UC-78B Bobcat
- Stinson L-5 Sentinel
- Douglas A-20G Havoc
- Consolidated OA-10 Catalina
- Sikorsky R-6A Hoverfly II
- Northrop P-61C Black Widow
- MXY7-K1 Trainer
- Boeing B-29 Superfortress
- Grumman OA-12 Duck
- Kawanishi N1K2-Ja Shiden Kai
- Aeronca L-3B "Grasshopper"
- Interstate L-6 "Grasshopper"
- American Helicopter Co. XH-26 Jet Jeep
- Culver PQ-14B (latający cel)
- Piper J-3 Cub
- Junkers Ju 52
- Radioplane OQ-14 (latający cel)
- Lockheed C-60A Lodestar

### Okres powojenny
- North American F-86A Sabre
- MiG-15bis
- Lockheed F-94A Starfire
- Sikorsky YH-5A
- Sikorsky UH-19B Chickasaw
- North American F-82B Twin Mustang
- Douglas B-26C (A-26C) Invader
- North American T-6D "Mosquito"
- North American B-45C Tornado
- Douglas C-124C Globemaster
- Lockheed F-80C
- North American L-17A Navion
- Republic F-84E Thunderjet
- North American RF-86F
- Boeing B-52D Stratofortress
- North American T-28B Trojan
- North American F-100F Super Sabre
- Douglas A-1E Skyraider
- LTV A-7D Corsair II
- Martin EB-57B Canberra
- Northrop YF-5A Freedom Fighter
- Douglas B-26K (A-26) Counter Invader
- McDonnell RF-101C Voodoo
- Cessna O-1G Bird Dog
- Cessna O-2A Skymaster
- North American Rockwell OV-10A Bronco
- Kaman HH-43B Huskie
- Sikorsky CH-3E
- Bell UH-1P Iroquois
- MiG-21F
- General Atomics RQ-1 Predator (UAV)
- Northrop Grumman RQ-4 Global Hawk (UAV)
- Fairchild C-123K Provider
- Republic F-105D Thunderchief
- De Havilland C-7A Caribou
- McDonnell Douglas F-4C Phantom II
- Helio U-10D Super Courier
- Teledyne-Ryan AQM-34Q Firebee
- Beech QU-22B
- General Dynamics F-111A Aardvark
- Douglas RB-66B Destroyer
- Cessna A-37 Dragonfly
- Lockheed EC-121D Constellation
- MiG-17F
- Republic F-105G Thunderchief
- Fairchild C-82 Packet
- Fairchild C-119J Flying Boxcar
- Boeing EC-135E ARIA
- North American T-28A Trojan
- Convair B-36J Peacemaker
- McDonnell XF-85 Goblin
- Lockheed T-33A Shooting Star
- Lockheed F-94C Starfire
- Avro CF-100 Mk.4A Canuck
- North American F-86D Sabre
- Beech T-34A Mentor
- Republic RF-84K Thunderflash
- Cessna LC-126
- Boeing WB-50D Superfortress
- Grumman HU-16B Albatross
- Vertol CH-21B Workhorse
- Radioplane OQ-19D (latający cel)
- North American F-86H Sabre
- Boeing KC-97L Stratofreighter
- Republic F-84F Thunderstreak
- Lockheed F-104C Starfighter
- De Havilland U-6A Beaver
- Cessna U-3A
- Convair B-58A Hustler
- Boeing RB-47H Stratojet
- MiG-19S
- Lockheed U-2A
- Northrop F-89J Scorpion
- Martin RB-57D
- Lockheed SR-71A
- Douglas C-133A Cargomaster
- Lockheed C-141C Starlifter
- Convair F-102A Delta Dagger
- Ryan BQM-34 Firebee
- McDonnell F-101B Voodoo
- Cessna T-41A Mescalero
- Teledyne-Ryan AQM-34L Firebee (UAV)
- Cessna T-37B Tweet
- Convair F-106A Delta Dart
- McDonnell Douglas F-15A Eagle
- Ryan AQM-34N
- McDonnell Douglas F-4G Wild Weasel
- Teledyne-Ryan AQM-91A Compass Arrow (UAV)
- MiG-29
- Teledyne Ryan AQM-81A (latający cel)
- Boeing YCGM-121B Seek Spinner
- General Dynamics F-16A Fighting Falcon
- General Dynamics F-111F Aardvark
- General Dynamics EF-111A Raven
- McDonnell Douglas RF-4C Phantom II
- Lockheed AC-130A Spectre
- Panavia Tornado GR1
- Fairchild Republic A-10A Thunderbolt II
- Northrop BQM-74C (UAV, latający cel)
- Lockheed F-117A
- Sikorsky MH-53M Pave Low IV
- Boeing B-1B Lancer
- Northrop AT-38B Talon
- Northrop B-2 Spirit
- Lockheed F-22A Raptor
- Boeing X-45A J-UCAS (UAV)
- Douglas VC-54C Sacred Cow
- Douglas VC-118 Independence (Air Force One)
- Lockheed VC-121E Columbine III (Air Force One)
- Bell UH-13J Sioux
- Boeing VC-137C SAM 26000 (Air Force One)
- Beech VC-6A (Air Force One)
- Aero Commander U-4B
- North American T-39A Sabre Liner
- Lockheed VC-140B Jetstar
- North American F-100D Super Sabre
- Fairchild Model 24-C8F
- Lockheed P-80R
- Lockheed AC-130A Hercules

### Konstrukcje eksperymentalne
- Bell X-1B
- Bell Helicopter Textron XV-3
- Avro Canada VZ-9-AV Avrocar
- Douglas X-3 Stiletto
- Northrop X-4 Bantam
- Bell X-5
- North American X-10
- Ryan X-13 Vertijet
- North American X-15A-2
- Martin X-24A
- Martin X-24B
- Bensen X-25A "Gyrocopter"
- Grumman X-29A
- Boeing Bird of Prey
- McDonnell Douglas X-36
- Boeing X-40A
- Bell P-59B Airacomet
- Republic XF-84H
- Republic YRF-84F Ficon
- Republic XF-91 Thunderceptor
- Convair XF-92A
- North American F-107A
- Lockheed YF-12A
- AFTI F-16
- Northrop-McDonnell Douglas YF-23A Black Widow II
- McDonnell XH-20 Little Henry
- Chance-Vought/LTV XC-142A
- Lockheed NT-33A
- North American XB-70 Valkyrie
- Hawker Siddeley XV-6A Kestrel
- Piper PA48 Enforcer
- Northrop Tacit Blue
- Radioplane/Northrop MQM-57
- Lockheed Martin-Boeing RQ-3A DarkStar (UAV)
- Lockheed D-21B (UAV)
- Ryan BQM-34F "Firebee II" (UAV)
- Boeing YQM-94A Compass Cope B (UAV)
- Beechcraft MQM-107 Streaker
- Scaled Composites Long-EZ "Borealis"
- Fisher P-75A
- Northrop YC-125B Raider
- Boeing NKC-135A Airborne Laser Lab